# Évanouissement de la Vierge

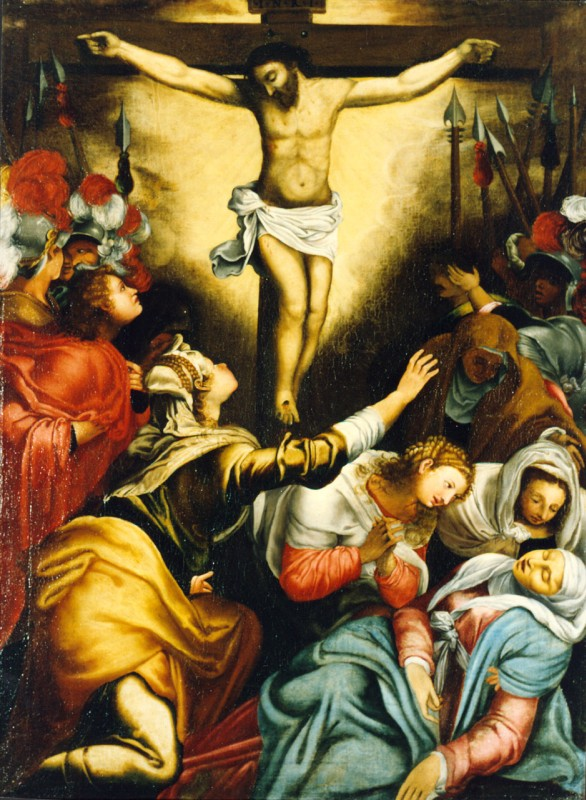
La Vierge s'évanouissant à la Crucifixion, copie de Taddeo Zuccari

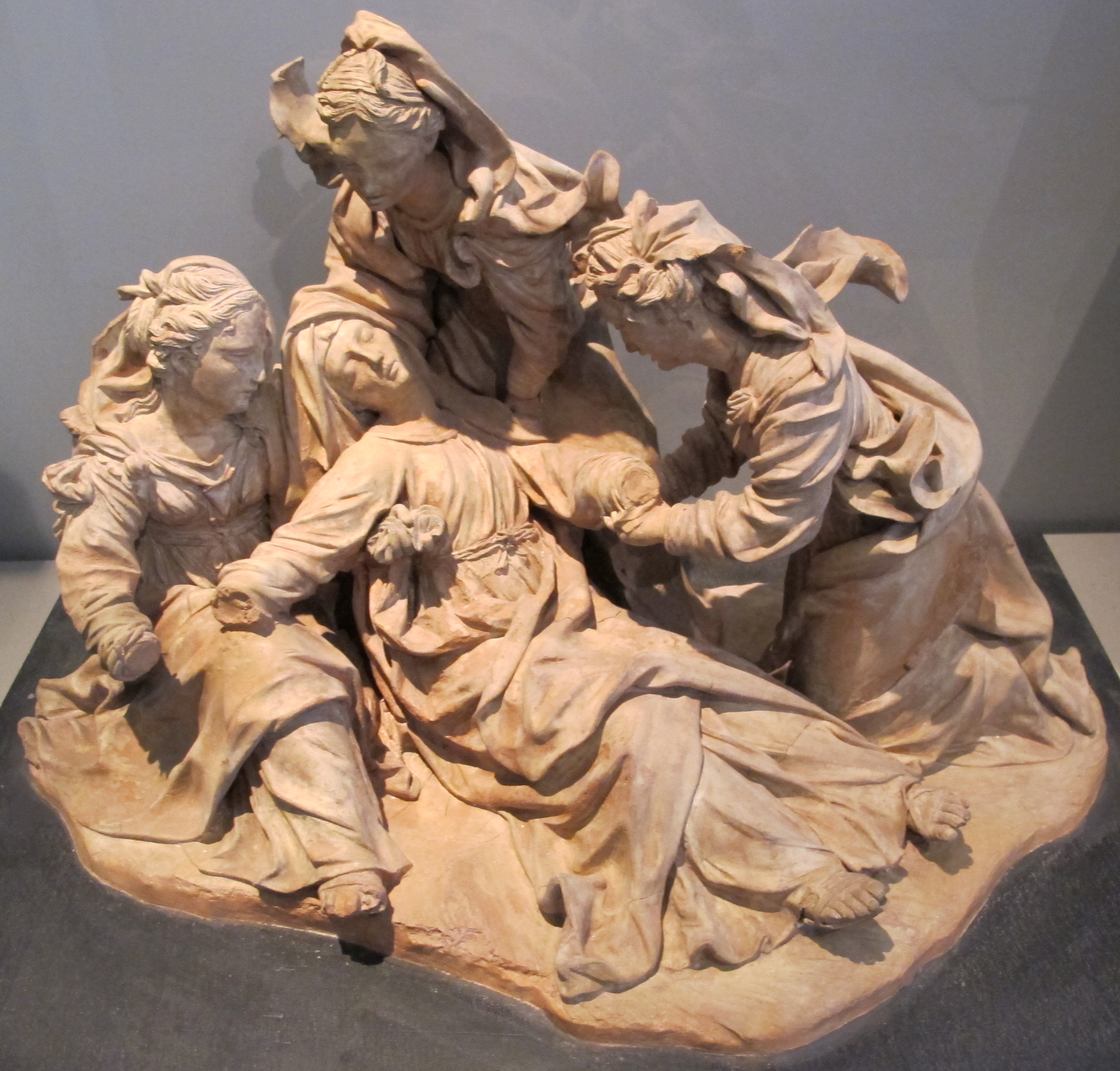
Modello en terre cuite, Antonio Begarelli, v. 1530

L'évanouissement de la Vierge, (en italien Lo Spasimo della Vergine), est une idée développée à la fin du Moyen Âge selon laquelle la Vierge Marie se serait évanouie pendant la Passion du Christ, le plus souvent lors de la crucifixion de Jésus. Elle s'appuie sur des mentions de l'évangile apocryphe de Nicodème, qui décrit Marie en pâmoison. Il est populaire dans l'art et la littérature théologique du Moyen Âge tardif. N'étant pas mentionné dans les Évangiles canoniques, il devient controversé et, à partir du XVIe siècle, est découragé par de nombreux hauts dignitaires de l'Église. 
L'évanouissement est souvent représenté lors de l'épisode du Christ portant la croix, mais aussi sur la Via Dolorosa à Jérusalem, et très souvent pendant la crucifixion ; Nicholas Penny, historien de l'art, estime « qu'environ la moitié des peintures de la Crucifixion qui ont été réalisées entre 1300 et 1500 comprennent l'évanouissement de la Vierge ». Il apparaît également dans des œuvres dépeignant la descente de croix et la mise au tombeau du Christ, ainsi que le Christ prenant congé de sa Mère, sujet nouveau apparaissant au XVe siècle.  

## Histoire
L'évanouissement de Marie est parfois dépeint dans l'art dès le XIIe siècle et devient courant dans le milieu du XIIIe siècle. En 1308, la route du pèlerinage de la Via Dolorosa à Jérusalem comprenait une église officiellement dédiée à saint Jean-Baptiste, mais connue comme le site de l'évanouissement de la Vierge ; en 1350, des guides mentionnent l'église Santa Maria de Spasimo, qui fut plus tard remplacée par des habitations. Le très populaire livre Méditations sur la Vie du Christ, d'environ 1300, fait mention de trois points de la Passion où Marie s'évanouit ou s'effondre,. Au XVe siècle, les sacri monti italiens comprennent des sanctuaires commémorant le spasimo sur leurs itinéraires. Un jour de fête officieux est célébré par beaucoup, en particulier les franciscains. Le Vatican est invité à l'officialiser.    
La désapprobation officielle de l'évanouissement gagne du terrain dans la Contre-Réforme et est suivie par les auteurs de guides pour le clergé sur l'interprétation des « décrets courts et inexplicables » du Concile de Trente sur les images sacrées, avec des instructions minutieusement détaillées pour les artistes et commissaires de travaux. Les guides de Molanus (1570), du cardinal Gabriele Paleotti (1582) et du cardinal Federico Borromeo sont opposés à la représentation, qui est critiquée par les auteurs d'ouvrages théologiques sur la Vierge tels que Pierre Canisius (1577). Il y aurait eu une censure à Rome : les peintures auraient été retirées du public et la permission refusée pour la publication d'une gravure de Cornelis Bloemaert représentant la crucifixion d'Annibale Carracci, qui dut être exposée à Paris à la place. La croyance dans l'évanouissement n'est pas condamnée plus que cela et, bien que les nouvelles représentations soient moins nombreuses, celles qui existent déjà restent en place, y compris dans les églises dominicaines. En effet, là où la Vierge évanouie est représentée, elle est souvent encore plus prééminente. Les représentations placées ailleurs qu'à la Crucifixion elle-même ont évité de nombreuses objections théologiques.

## Galerie

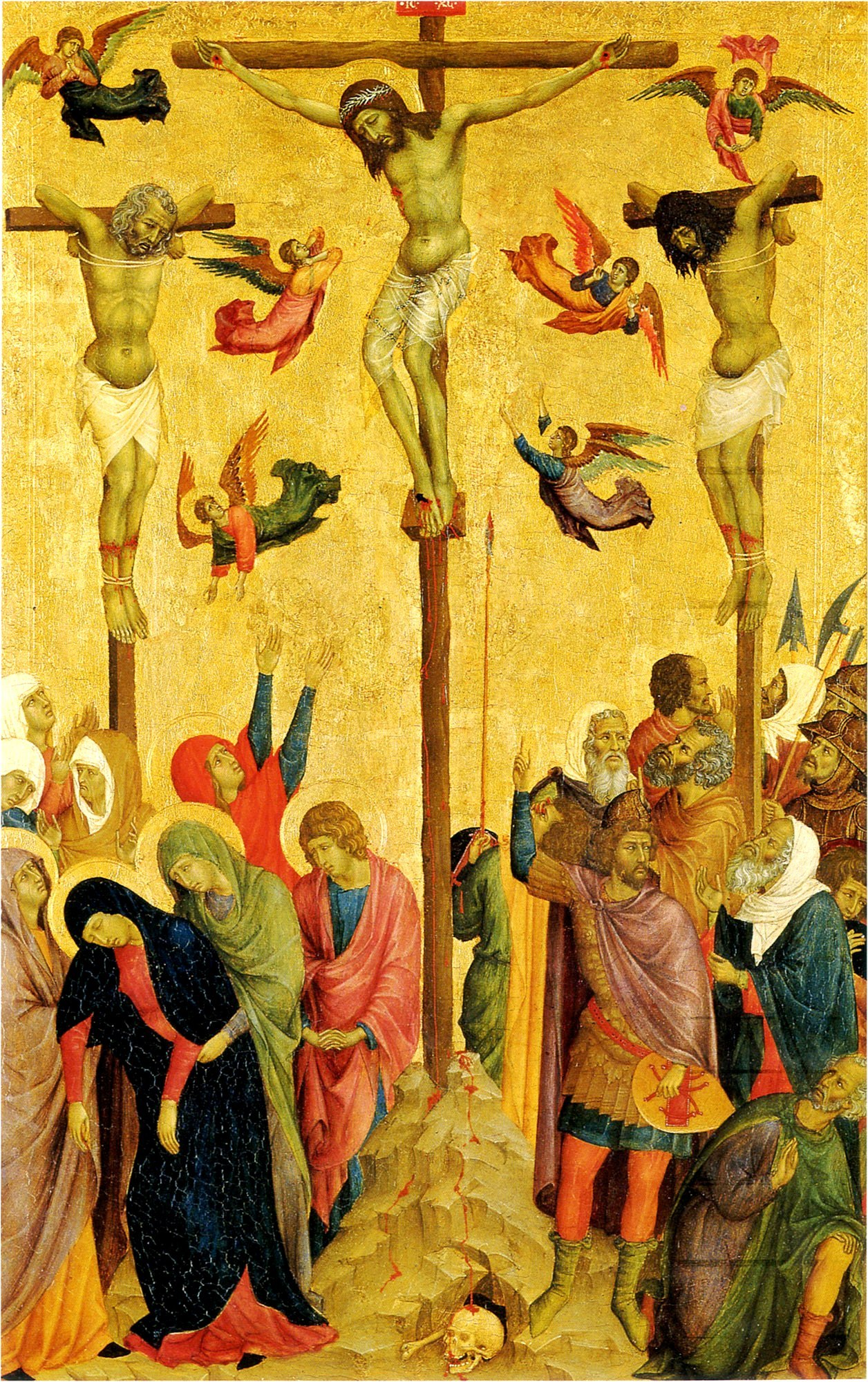
Art italien, v. 1320, Maître de Città di Castello, Manchester Art Gallery.
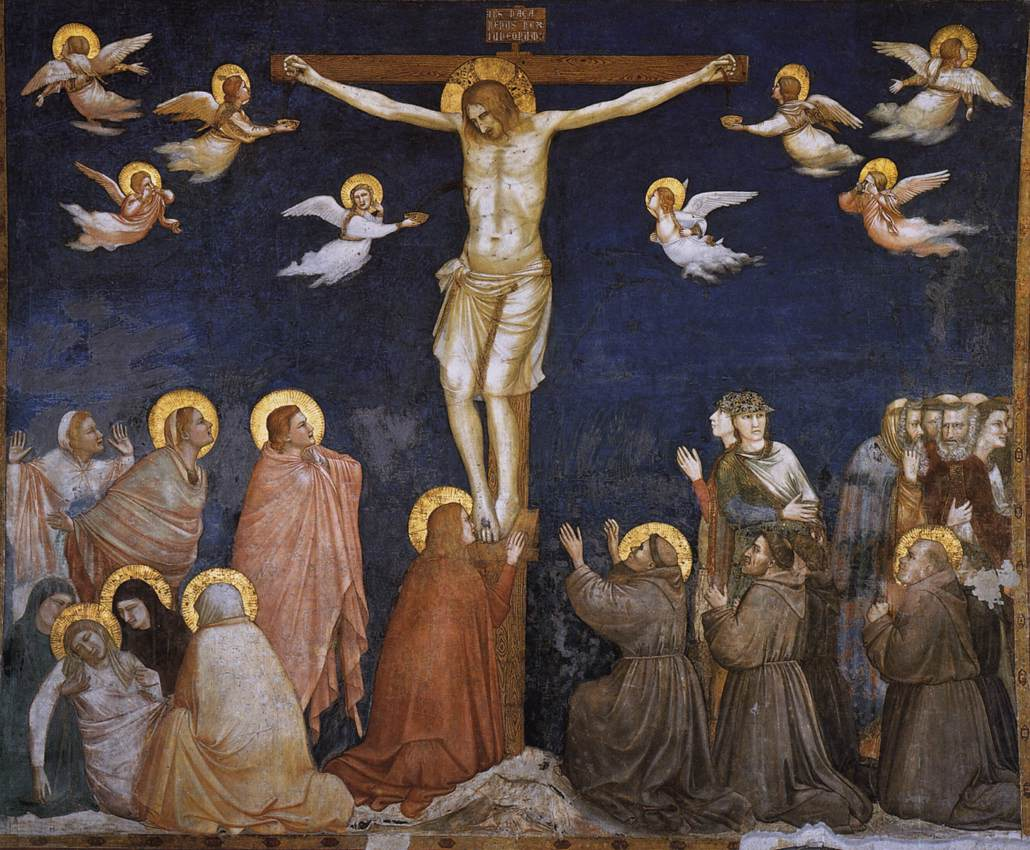
Giotto, 1310, église inférieure, basilique Saint-François d'Assise, Assise.
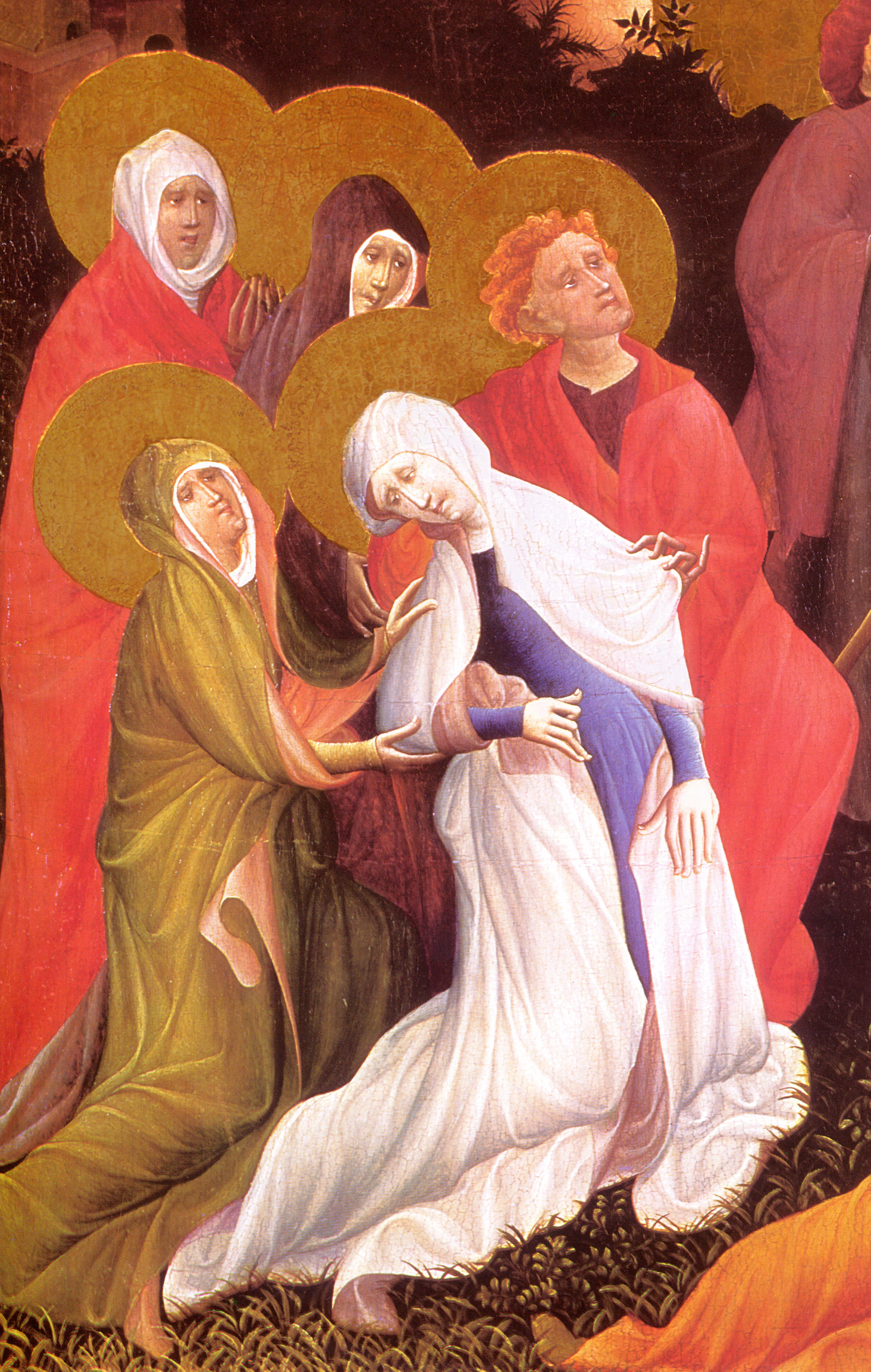
Église Notre-Dame de Dortmund (de), détail de l'autel Berswordt
La Descente de croix, v. 1435, par Rogier van der Weyden, musée du Prado.
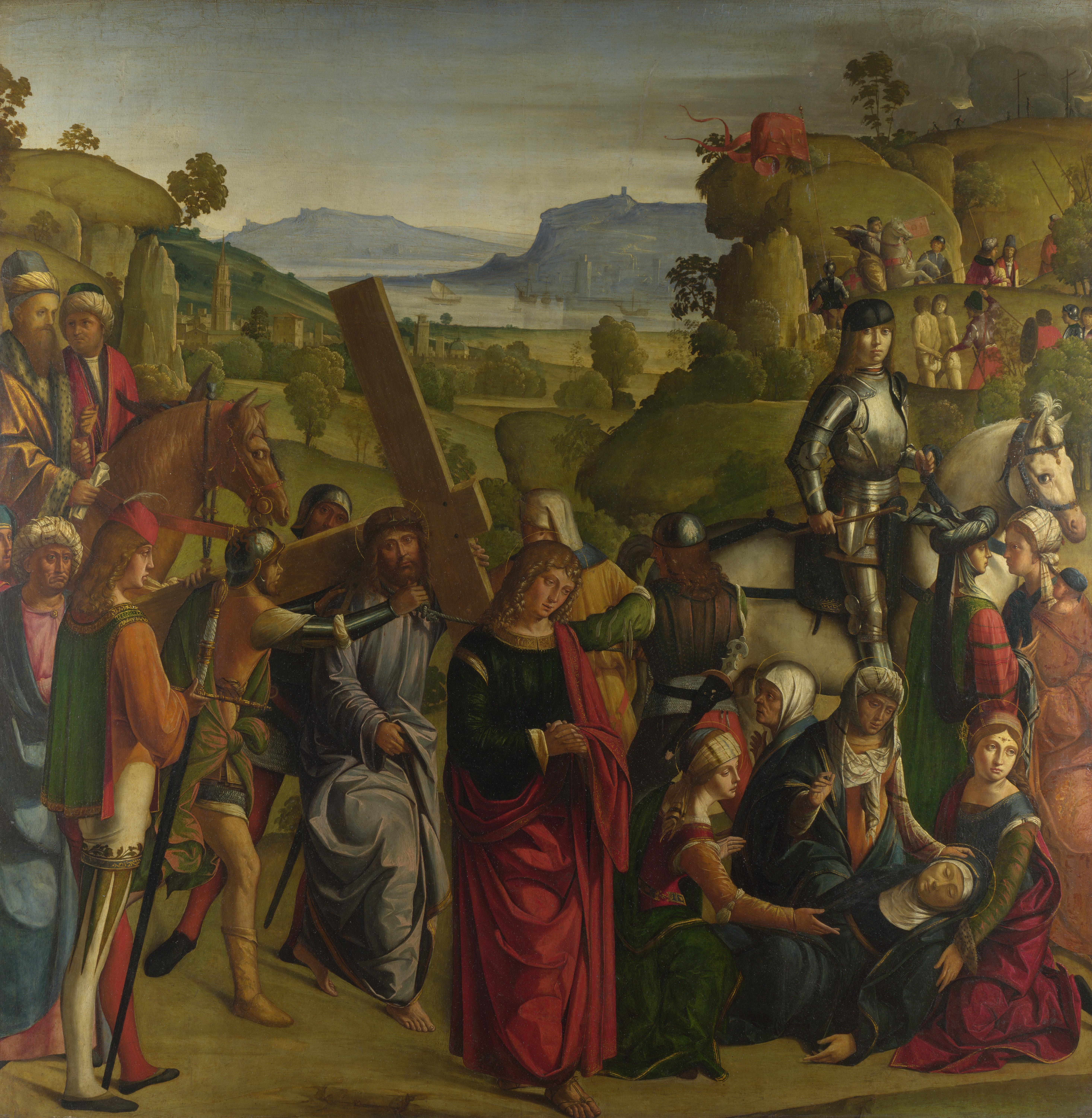
Boccaccio Boccaccino, Christ portant la croix, National Gallery, Londres.
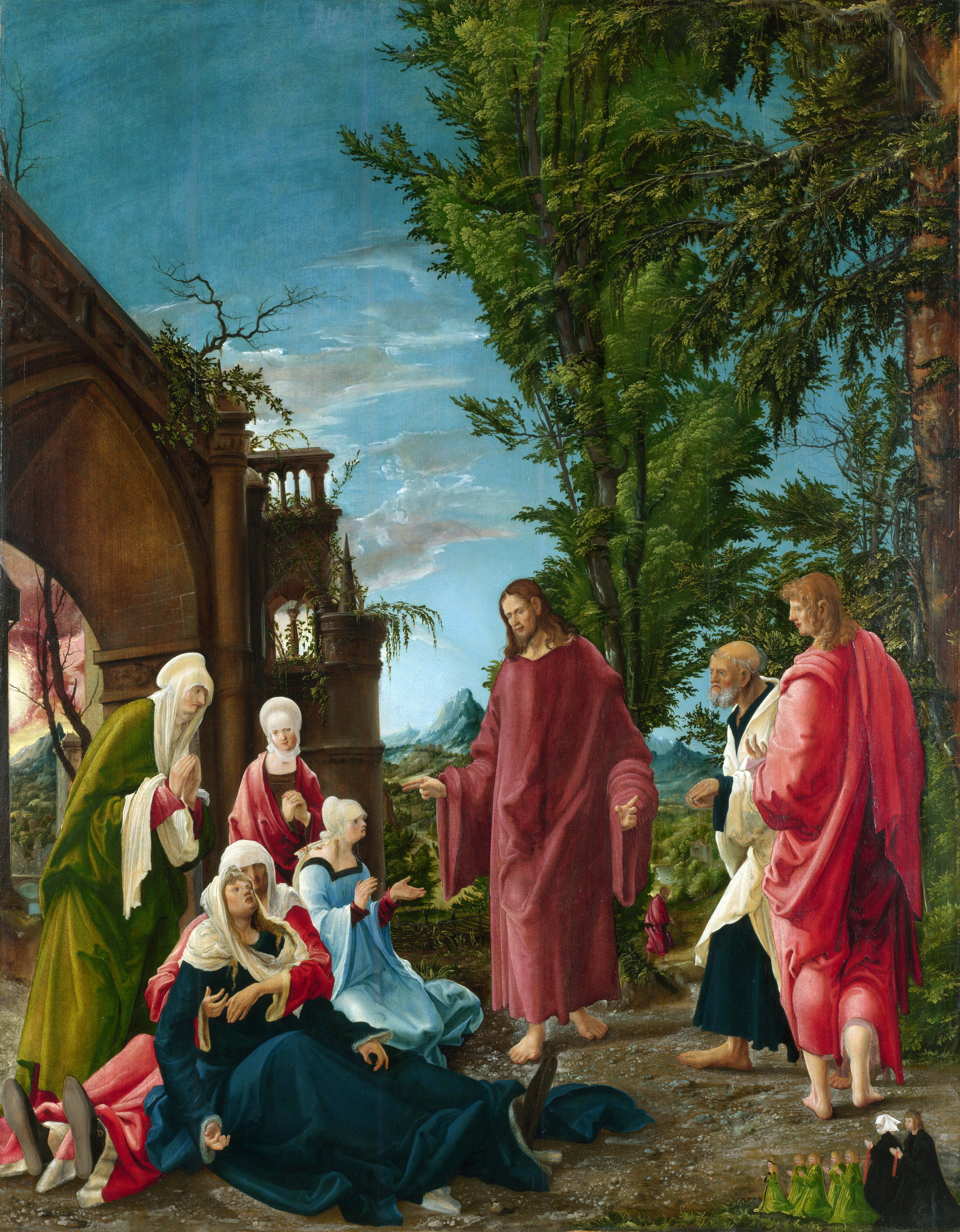
Le Christ prenant congé de sa mère, Albrecht Altdorfer, v. 1520.
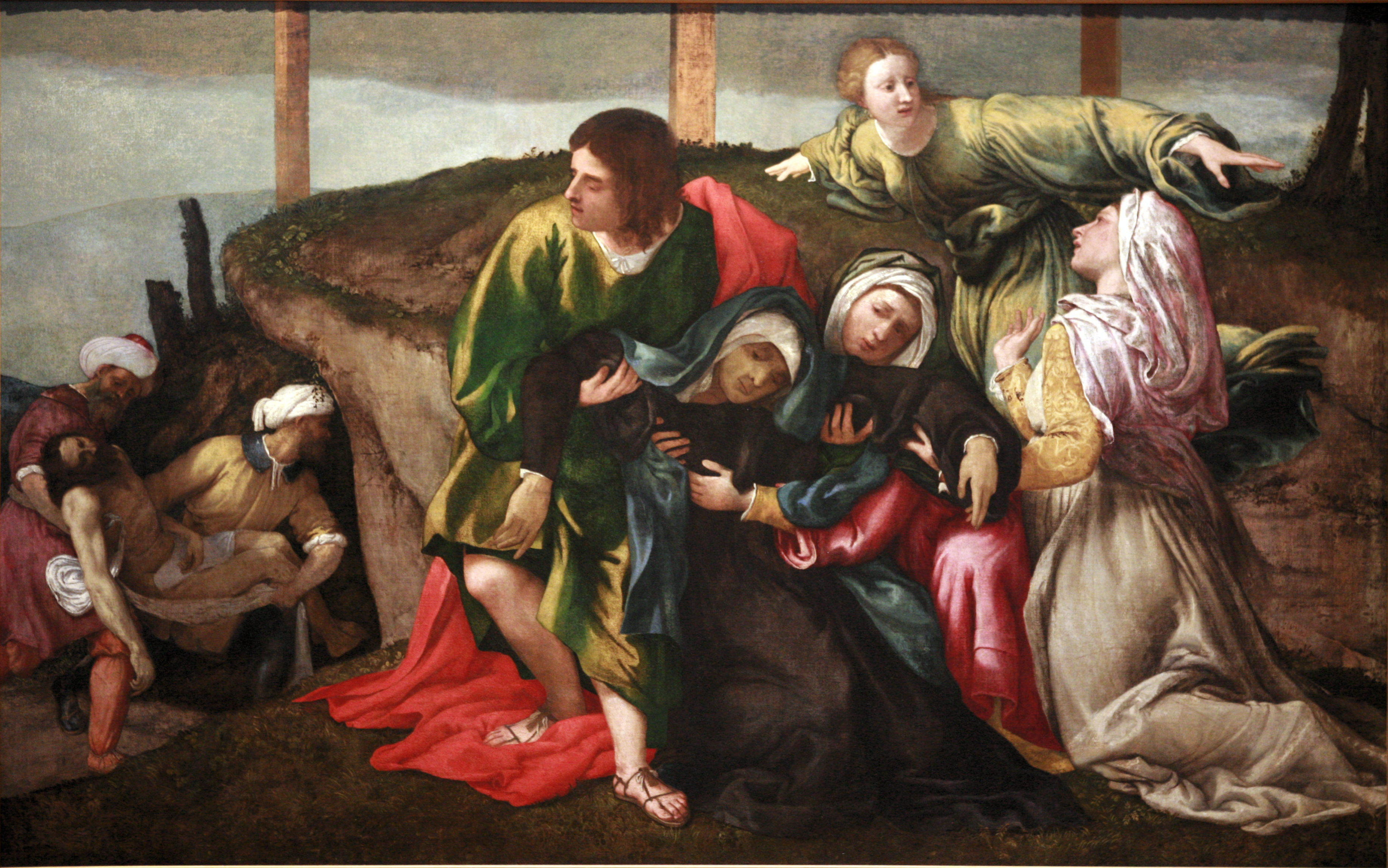
Lorenzo Lotto, L'Évanouissement de la Vierge pendant le transport du Christ, 1545, musée des Beaux-Arts de Strasbourg.
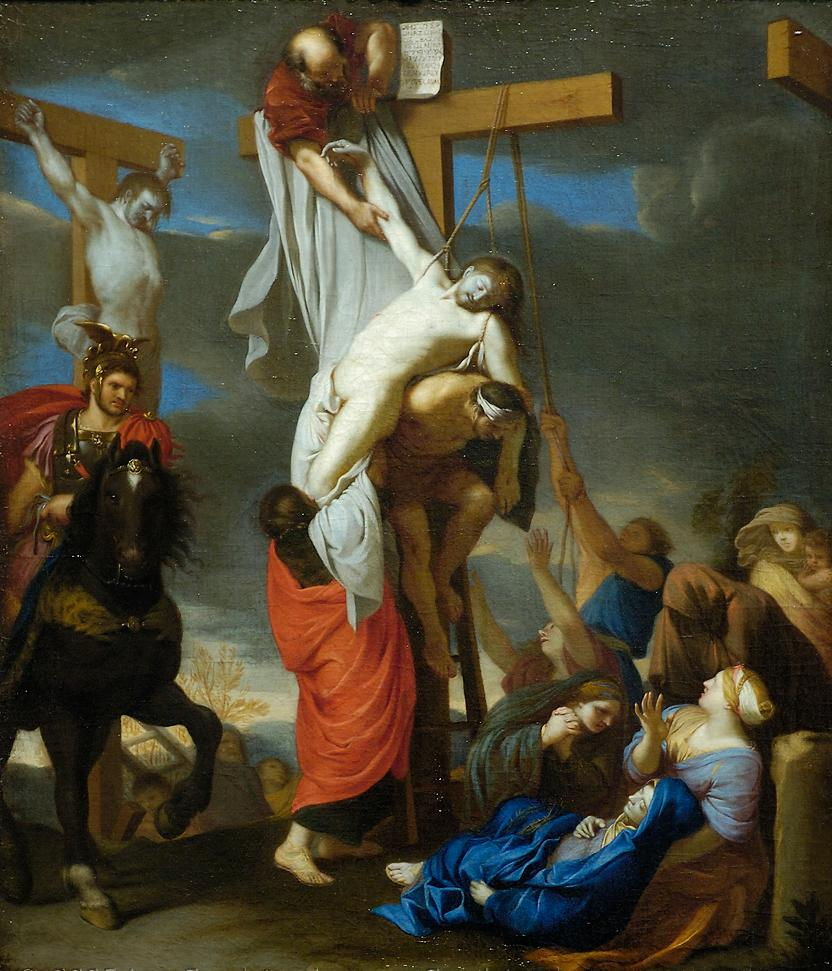
Charles Le Brun, Déposition, v. 1645, musée d'Art du comté de Los Angeles.
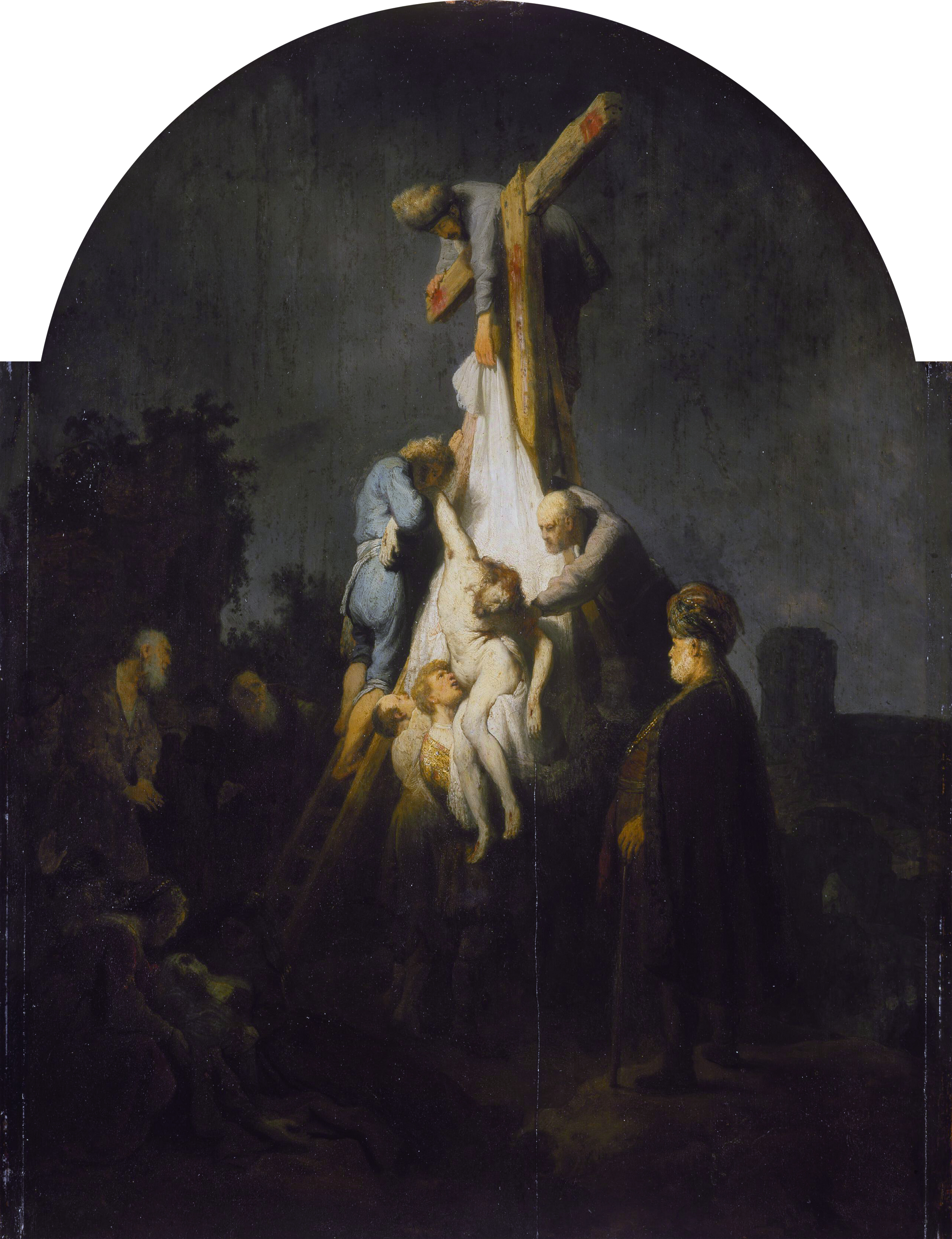
Rembrandt, Descente de croix, 1632-33 avec une représentation littéralement terre à terre (en bas à gauche), Alte Pinakothek, Munich.
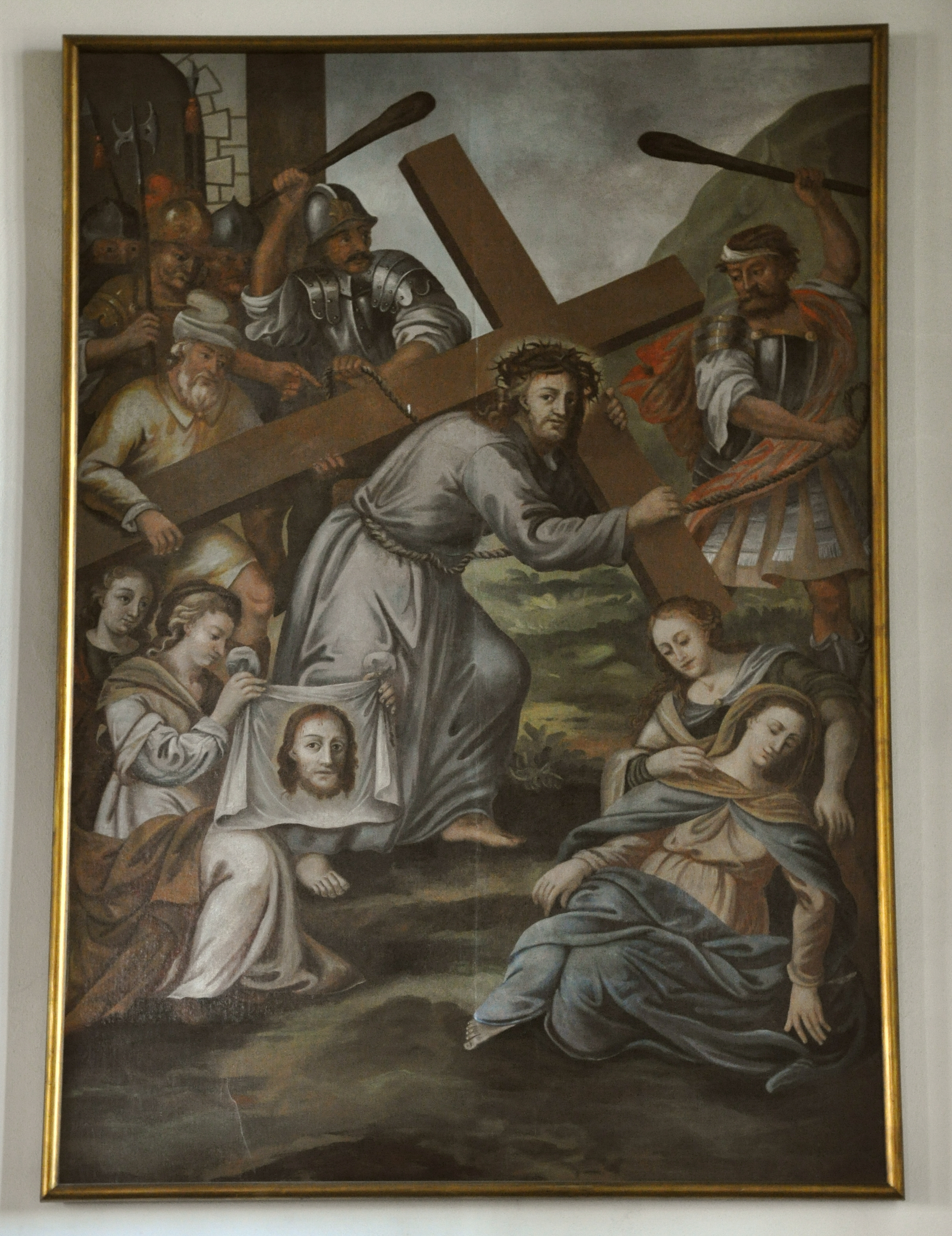
Dans un Christ portant la croix, église Saint-Pierre-et-Saint-Paul (de), Berg, sud de l'Allemagne.

## Source
- (en) Cet article est partiellement ou en totalité issu de l’article de Wikipédia en anglais intitulé « Swoon of the Virgin » (voir la liste des auteurs).